# Histoire des Juifs en Slovaquie
Avant l'existence de la Tchécoslovaquie (1918-1940 et 1945-1993) et l'indépendance de la Slovaquie actuelle (1993), l'histoire des Juifs slovaques se mêle étroitement à celle des Juifs de Hongrie, le territoire slovaque et les populations slovaques ayant fait partie de diverses entités étatiques (Histoire de la Slovaquie).

## Origine et développement
Il semble que les premiers Juifs soient arrivés dans la région de Bratislava au premier siècle de notre ère avec les légions romaines. Mais cependant les premières traces écrites de la présence juive datent des XIe-XIIIe siècles. La première synagogue avérée de Bratislava a été construite en 1335. À cette époque les Juifs bénéficient de l'égalité des droits.
En 1526, les Habsbourg arrivent sur le trône de Hongrie et donc en Slovaquie. La situation des Juifs se détériore. Ils sont, dans un premier temps expulsés de Bratislava (qui se nomme alors Presbourg) et d'autres villes. Leurs activités économiques sont limitées. Ceux qui restent malgré l'interdiction s'installent dans le quartier de Schlossberg près du château. En 1599, le quartier est incorporé au domaine féodal du comte Pállfy. Celui-ci leur garantit protection et privilèges. Les Juifs s'installent donc en nombre plus important. Il faut cependant attendre un siècle pour que le premier rabbin, Yom Tov Lippman, soit nommé à la tête de la communauté. Au XVIIIe siècle, la communauté de Schlossberg devient la plus importante de la Hongrie prospérant principalement dans le commerce de textile.

## AuXIXesiècle
Au début du XIXe siècle, grâce au rabbin Hatam Sofer (Moshé Schreiber), Bratislava (alors Pressburg) devient le centre  mondial le plus important de l'orthodoxie juive. Le XIXe siècle est marqué par la querelle entre les orthodoxes et les réformistes. Elle aboutit, à l'issue du congrès de 1868, à une scission de la communauté juive en trois groupes: les orthodoxes, les néologues et les statu quo ante (ceux qui ne veulent s'allier à aucun des deux premiers groupes). Bratislava reste un centre de l'orthodoxie juive.

## De 1918 à 1939
En 1918, la Tchécoslovaquie devient indépendante. Bratislava devient la capitale de la partie slovaque en 1919. Dans le nouvel État, les Juifs peuvent se déclarer dès 1921, de nationalité juive.  Ils bénéficient de l'égalité des droits. En 1927, un peu moins de 40 % des Juifs de Bratislava s'identifient comme tels, le reste se déclarant comme Allemand, Hongrois, tchécoslovaque ou Slovaque. En mars 1939, la Slovaquie devient indépendante. Elle est dirigée par Mgr Tiso et est placée sous la "protection" de l'Allemagne nazie. Ce nouveau régime est antisémite. Dès avril 1939, les premières restrictions à l'emploi pour la fonction publique et les professions libérales apparaissent. En même temps, la judaïté est définie sur des critères religieux mais pas encore raciaux. En 1940, une loi d'aryanisation des biens juifs est mise en œuvre.

## La Shoah en Slovaquie
La liberté de définir son appartenance nationale prend fin en 1940 quand la loi les oblige tous à se déclarer de nationalité juive. À cette époque, il y a 90 000 Juifs en Slovaquie. Dieter Wisliceny arrive en Slovaquie dès septembre 1940. Il obtient en septembre 1941, la promulgation d'un code juif où la judaïté est basée sur des critères raciaux. Les Juifs sont expulsés vers des ghettos (à Bratislava, Nitra ou Topol'cany) ou des camps de travail (Sered', Novaky, Vyhne). 
En octobre 1941, les Juifs sont expulsés de Bratislava. Quand le principe de la déportation est accepté, les autorités slovaques sont prêtes à payer 500 reichmarks au Reich pour loger et nourrir chaque personne déportée. Entre mars et juin 1942, 57 000 Juifs sont transférés à Auschwitz et à Lublin. Après cette date, le nombre de trains diminue puis s'arrête en octobre, le gouvernement slovaque étant devenu plus réticent à cause des critiques de l’Église catholique, de la pénurie de main-d’œuvre dans certains secteurs et du coût que représentent les sommes versées au Reich pour la déportation des Juifs. 
Une nouvelle série de déportations reprend durant l'été 1944 après l'occupation militaire par les Allemands de la Slovaquie. Elles sont dirigées par Josef Witiska et Aloïs Brunner. Près de 10 000 Juifs sont alors conduits à Auschwitz, à Theresienstadt ou dans les camps allemands. 
70 000 Juifs ont été déportés pendant la Shoah. 5000 ont survécu.

## Après 1945
Après guerre la population juive est réduite à quelques milliers de personnes. Le nouvel État communiste élude la responsabilité du gouvernement slovaque dans la déportation des Juifs. 
En 1994, est inauguré à Bratislava le Musée de la culture juive de Bratislava.
Le premier musée de l'Holocauste a ouvert ses portes à l'Ouest du pays en octobre 2005 dans la synagogue de Nitra.

## Galerie

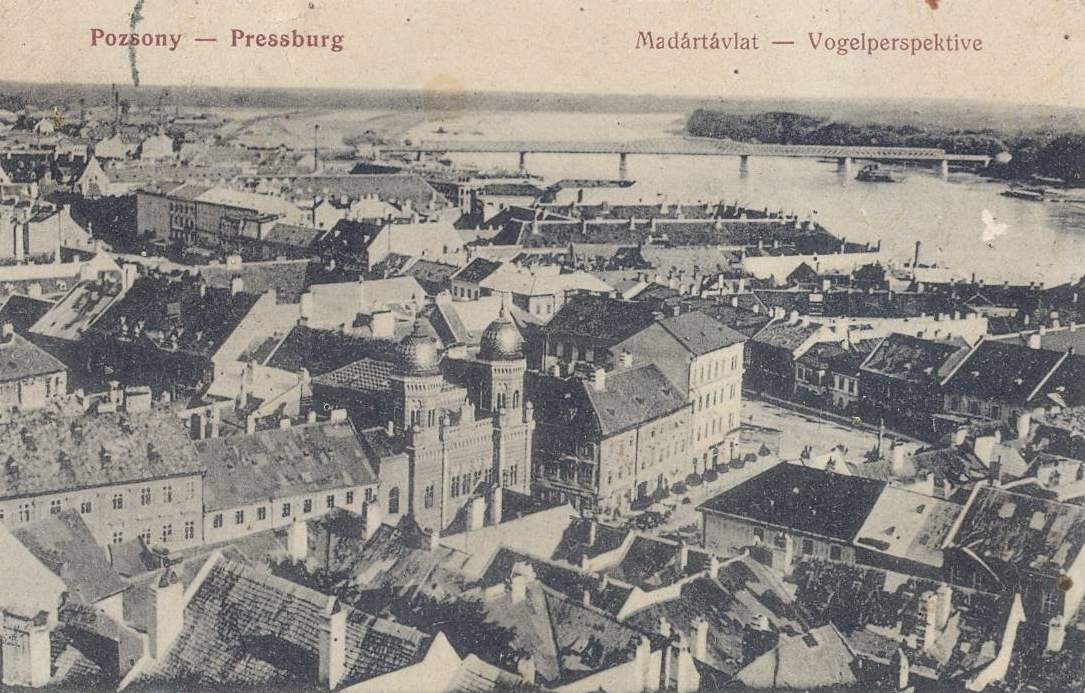
Quartier juif de Bratislava, 1914
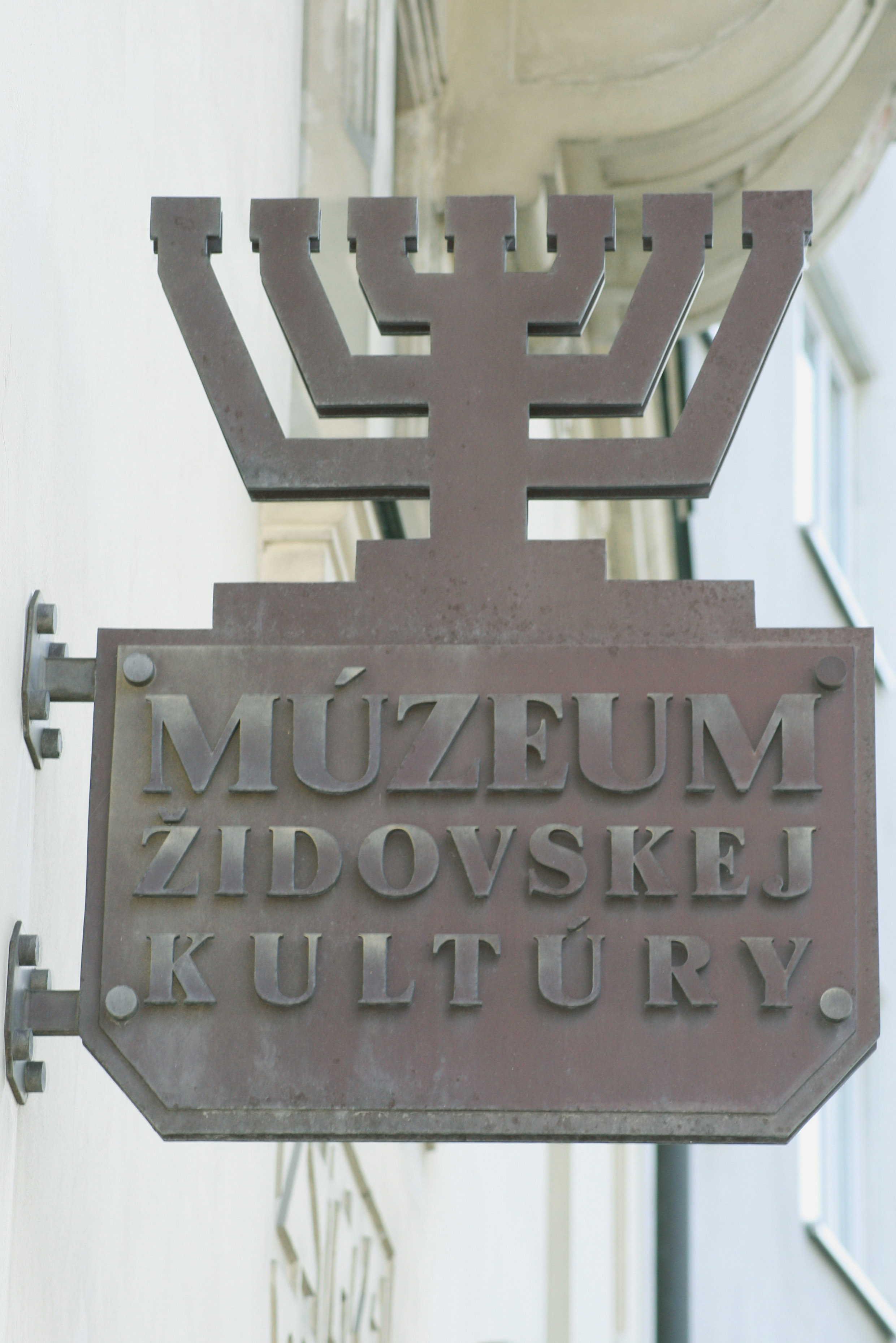
Emblème du musée juif
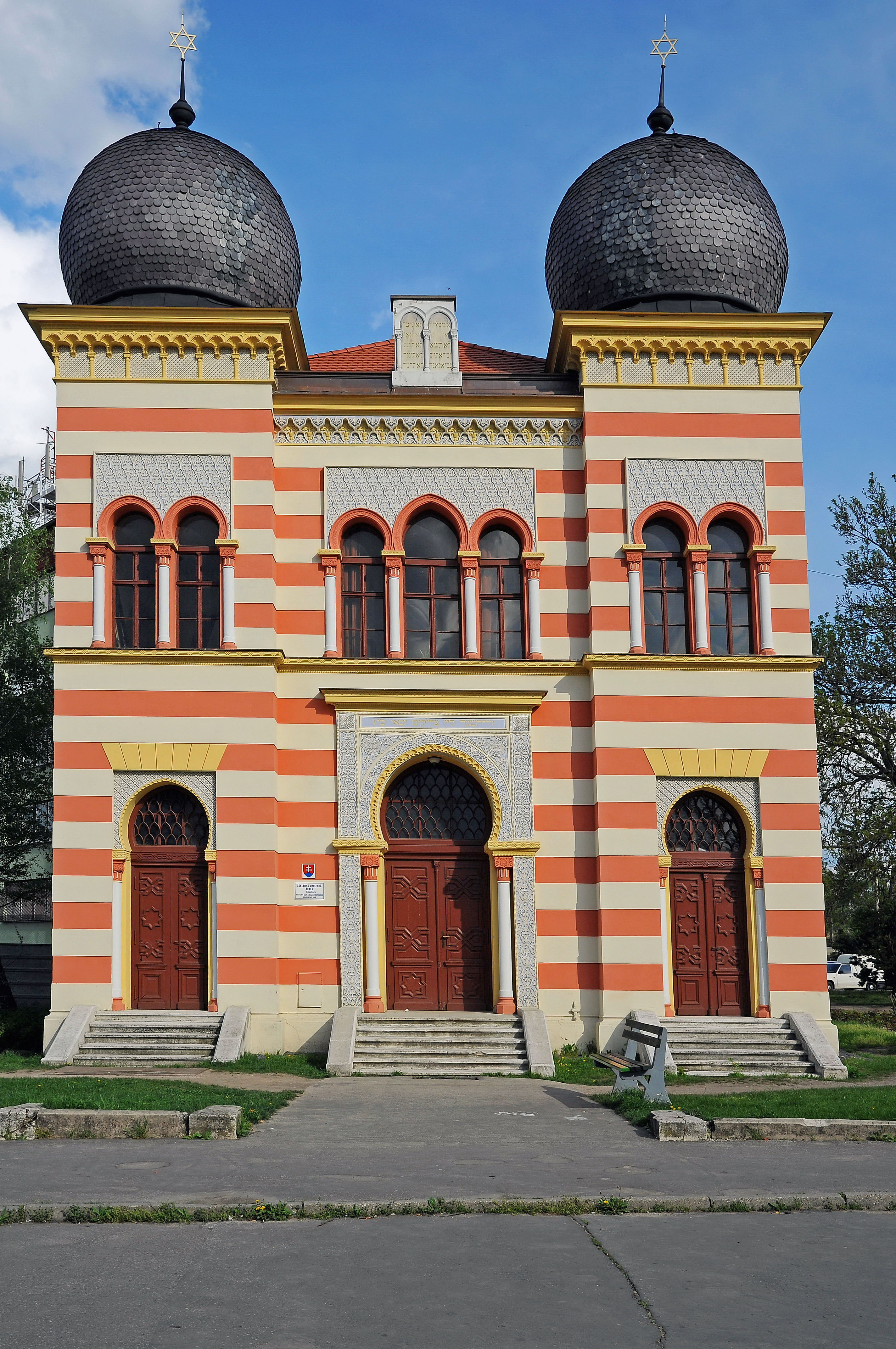
Synagogue de Malaky
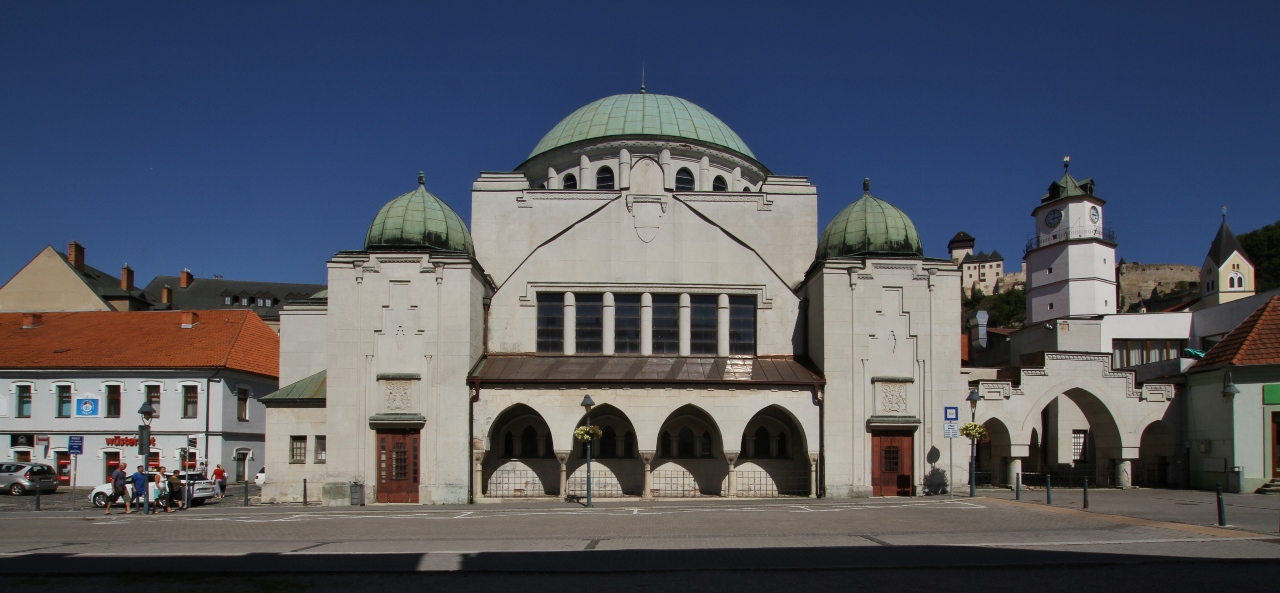
Synagogue de Trenčín
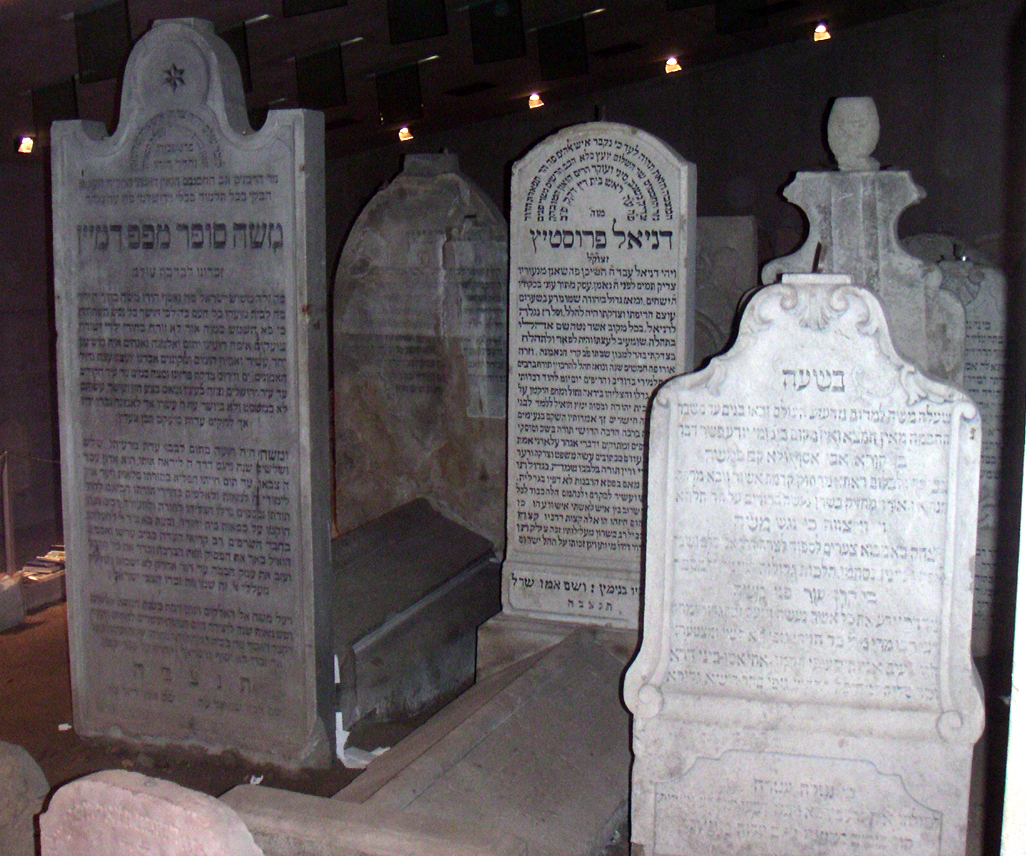
Tombeau du rabbin Hatam Sofer à Bratislava
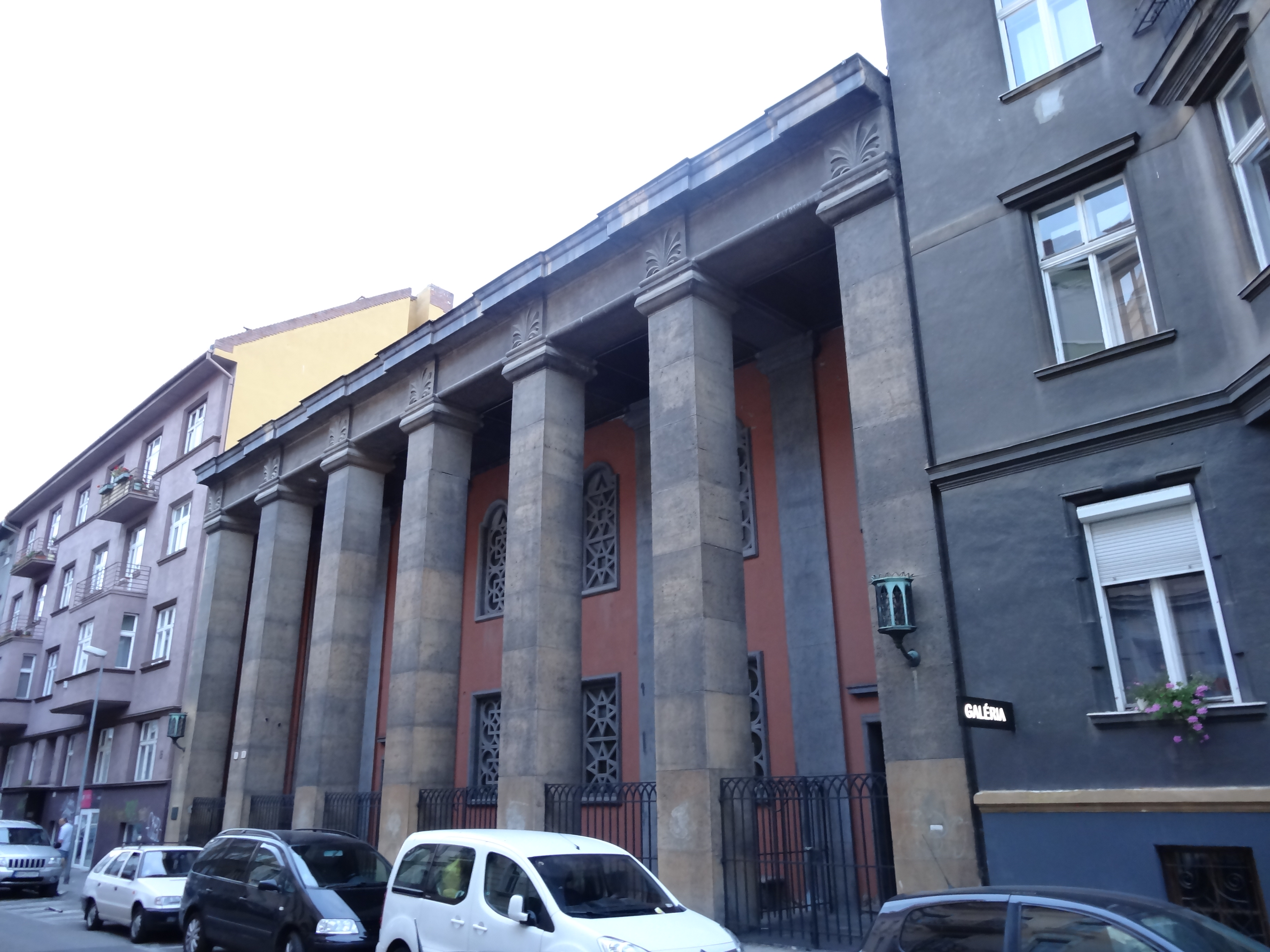
Synagogue de la rue Heydukova à Bratislava, de style cubiste, construite en 1926